# Horgo
60°5′29.911″N 5°6′6.3936″Ø / 60.09164194°N 5.101776000°Ø
Horgo er en ø i Austevoll kommune i Vestland fylke, Norge. Det er en stor ubeboet ø ved Horgefjorden. Øen ligger sydvest for Hundvåko, syd for Stora Kalsøy og nord for Møkster. Øen var beboet frem til ca. 1970, der var blandt andet skole på øen. De fleste familier som boede på Horgo, brugte navnet Horgen.